# Đài tưởng niệm Trắng tại Vladimir và Suzdal
Đài tưởng niệm Trắng tại Vladimir và Suzdal là một di sản thế giới của UNESCO nằm ở hai thành phố Vladimir và Suzdal, tỉnh Vladimir, Nga. Quần thể di tích bao gồm 8 di tích đá vôi thời Trung cổ, được xây dựng trong khoảng thời gian cuối thế kỷ 12, đầu thế kỷ 13 tại khu vực lịch sử của Zalesye. Đây là các nhà thờ và tu viện Chính thống Nga, cổng thành và cả một lâu đài.
Dưới đây là các công trình được liệt kê:
- Nhà thờ chính tòa Đức Mẹ Lên Trời, Vladimir  (1158-60, 1185-89);
- Cổng Vàng, Vladimir (1158-64, cùng với những thay đổi về sau);
- Nhà thờ chính tòa Thánh Demetrius, Vladimir (1194-97);
- Lâu đài của Andrey Bogolyubsky ở Bogolyubovo, Vladimir (1158-65, cùng với những thay đổi về sau);
- Nhà thờ Giáo hội Cầu Bầu của Đức Mẹ Thiên Chúa trên Nerl, Bogolyubovo, Vladimir  (1165);
- Suzdal Kremlin và Nhà thờ chính tòa Giáng Sinh, Suzdal (1222-25, và những thay đổi trong thế kỷ 16);
- Tu viện Chúa Cứu Thế của Thánh Euthymius tại Suzdal (thế kỷ thứ 16 là chủ yếu);
- Nhà thờ Giáo hội của Boris và Gleb ở Kideksha (1152, và những thay đổi sau này).

Tuy nhiên, di sản này lại không bao gồm một số di tích trắng có liên quan chặt chẽ đến Zalesye là:
- Nhà thờ Chúa Cứu Thế ở Pereslavl-Zalessky (1152);
- Nhà thờ Thánh George tại Yuryev-Polsky  (1230-34, và những thay đổi sau này);
- Nhà thờ, Nữ tu viện Knyaginin và Nữ tu viện Cầu Bầu ở Suzdal (lần lượt trong thế kỷ 15 và 16).